# Аран Хакутора
Аран Хакутора (яп. 阿覧 欧虎 Аран Хакутора, известен как Аран, настоящее имя Ала́н Габара́ев) — российский профессиональный сумотори. В отставке. Сикона Аран взято от японского прочтения имени Алан, «Хакутора» означает «Белый тигр».

## Краткое описание карьеры
С 13 лет занимался вольной борьбой, в 17 лет становился серебряным призёром чемпионата России среди юниоров в весовой категории до 100 килограммов. В любительском сумо: чемпион Европы 2003, 2004 годов, чемпион мира 2006 года в абсолютной весовой категории и в командных соревнованиях.
В ноябре 2006 года, за два месяца до достижения 23 лет (предельный возраст для дебютирующего в профессиональном сумо борца-неяпонца) был принят в школу Михогасэки. Завершив 10 турниров подряд с фиксирующим преобладание побед результатом катикоси, Алан вошёл в число борцов первого дивизиона. Он поднялся в макуути через 22 месяца после дебюта в подготовительном классе маэдзумо, повторив рекорд Котоосю. В мае и июле 2010 года показывал результат дзюн-юсё (вице-чемпион) и поощрялся премиями за боевой дух. В сентябре того же года Аран первым из российских рикиси и третьим из европейских вышел на дохё в ранге сэкивакэ.
В ноябре 2013, по расформировании школы Михогасэки, должен был присоединиться к Касугано-бэя. Однако 8 октября 2013 ушёл в отставку, объясняя своё решение не лучшим физическим состоянием и трудностями с поддержанием боевого веса. Ещё в декабре 2011 Алан говорил о нежелании выступать на дохё после грядущей в ноябре 2013 отставки ояката Михогасэки (в профессиональном сумо по достижении 65 лет тренер обязан уйти на пенсию) и неблагоприятной для него обстановке в школе Касугано, где практикуются телесные наказания.

## Стиль борьбы
За карьеру побеждал 23 кимаритэ (победными приёмами). Чаще всего использовал такие приёмы как хатакикоми (уклонение с толчком сверху; 29,43 % всех побед), йорикири (силовое теснение за пределы дохё; 27,17 % побед) и осидаси (выдавливание соперника с дохё с помощью толчков, пощёчин и удавок; 9,43 % побед). Очень часто использовал допустимый, но порицаемый приём — татиай-хэнка (уклонение от стартового столкновения). В целом стиль борца был противоречив: активная силовая борьба чередовалась с оборонительными приёмами и уловками.

## Результаты с дебюта
| Год в сумо | Январь Хацу басё, Токио   | Март Хару басё, Осака                  | Май Нацу басё, Токио         | Июль Нагоя басё, Нагоя      | Сентябрь Аки басё, Токио  | Ноябрь Кюсю басё, Фукуока            |
| --- | ------------------------- | -------------------------------------- | ---------------------------- | --------------------------- | ------------------------- | ------------------------------------ |
| 2007 | Дебют 2–3                 | Дзёнокути #33 востока 7–0              | Дзёнидан #26 запада 6–1      | Сандаммэ #60 востока 5–2    | Сандаммэ #31 востока 6–1  | Макусита #49 запада 6–1              |
| 2008 | Макусита #21 востока 6–1  | Макусита #5 востока 4–3                | Макусита #2 запада 5–2       | Дзюрё #14 востока 10–5      | Дзюрё #6 запада 12–3      | Маэгасира #10 запада 8–7             |
| 2009 | Маэгасира #6 запада 5–10  | Маэгасира #11 запада 10–5              | Маэгасира #4 запада 8–7      | Маэгасира #1 востока 4–11   | Маэгасира #7 востока 7–8  | Маэгасира #8 востока 7–8             |
| 2010 | Маэгасира #10 запада 10–5 | Маэгасира #2 запада 1–14               | Маэгасира #10 востока 12–3 Д | Маэгасира #2 востока 11–4 Д | Сэкивакэ востока 7–8      | Комусуби востока 4–11                |
| 2011 | Маэгасира #3 востока 5–10 | Маэгасира #5 востока Отмена басё 0–0–0 | Маэгасира #5 востока 6–9     | Маэгасира #6 запада 10–5    | Комусуби запада 5–10      | Маэгасира #3 востока 4–11            |
| 2012 | Маэгасира #7 востока 8–7  | Маэгасира #4 запада 9–6                | Маэгасира #1 востока 5–10    | Маэгасира #5 востока 9–6    | Маэгасира #2 востока 3–12 | Маэгасира #7 запада 8–7              |
| 2013 | Маэгасира #4 запада 7–8   | Маэгасира #5 востока 8–7               | Маэгасира #3 запада 4–11     | Маэгасира #10 востока 8–7   | Маэгасира #7 востока 3–12 | Маэгасира #16 востока Отставка 0–0–0 |
| Результат приведен как победил-проиграл-снялся Победа Малый кубок Отставка Не выступал в макуути Специальные призы: Д=За боевой дух (Канто-сё); В=За выдающееся выступление (Сюкун-сё); Т=За техническое совершество (Гино-сё) Ещё показаны: ★=Кимбоси; P=Участие в дополнительном финале Лиги: Макуути — Дзюрё — Макусита — Сандаммэ — Дзёнидан — Дзёнокути Ранги макуути: Ёкодзуна — Одзэки — Сэкивакэ — Комусуби — Маэгасира |                           |                                        |                              |                             |                           |                                      |

## Интересные факты
- С уходом Арана прервалось почти десятилетнее непрерывное пребывание россиян в числе сэкитори (с января 2004 - подъём Рохо в дзюрё), возобновившееся, впрочем, уже через 1 турнир (в марте 2014 в дзюрё поднялся Амур).